# Ludovico Ivanissevich Machado
Ludovico Ivanissevich Machado (n. en Buenos Aires el 13 de agosto de 1927, m. 13 de noviembre de 2018), ingeniero argentino experto en proyectos hidráulicos de saneamiento, riego y drenaje, hidroelectricidad, control de crecidas, defensa de márgenes, drenaje de caminos, erosión junto a pilas y estribos de puentes, navegación y puertos e impacto ambiental. Ha dirigido importantes estudios y trabajos de consultoría de planificación hidráulica, conduciendo y coordinando equipos profesionales multidisciplinarios y la gestión de créditos ante organismos internacionales. Ha elaborado diversos modelos matemáticos y es autor de fórmulas para cálculo de erosiones y de la teoría del trampolín submerso de lanzamiento simple.

## Biografía
En su extensa carrera profesional abundan los trabajos de hidrología en Argentina y Brasil, con cálculos en diversas cuencas de la Precipitación Máxima Probable - PMP y la Crecida Máxima Probable - CMP para proyectos de vertederos y obras de alivio. Ha aplicado un modelo matemático propio de rotura de presas en Brasil y Argentina, con elaboración del Plan de Acción Durante Emergencias - PADE y normas de operación de embalses.
Ha sido Presidente del Comité Operativo de la Comisión Técnica Mixta de Salto Grande, durante el proyecto y construcción inicial de las obras (1973-1976) (monto estimado: 2.000 millones de dólares), asesor de la Comisión Mixta Técnica de Yacyretá-Apipé y de la Comisión Mixta Argentino-Paraguaya del río Paraná (Corpus: 4000 MW e Itatí: 2000 MW) (1973-1976); asesor de la Secretaría de Energía para el seguimiento de la construcción de Grandes Obras Hidroeléctricas (monto: 10 000 millones de dólares). Director del primer modelo matemático hidrológico-hidrodinámico sobre la cuenca del Paraná (1970). El “estudio Gradowzyk-Ivanissevich” elaboró modelos matemáticos del Paraná Inferior y del Delta con especial aplicación al cálculo de erosiones y sedimentación. Fue consultor de Iatasa (1992-2012). 
Autor de publicaciones científicas en congresos y revistas especializadas nacionales e internacionales. Entre ellas la referente a una “fórmula para calcular el límite de erosión en lechos rocosos o granulares” y la “teoría del trampolín submerso de lanzamiento simple”.
Ha sido Secretario General de la Universidad de Buenos Aires con dedicación exclusiva, en gobierno elegido por el estatuto universitario (1963-1966), profesor titular de Hidráulica de 3 universidades argentinas, profesor de cursos para graduados de la Universidad del Estado de Río de Janeiro y Director del Departamento de Hidráulica de la Universidad de Buenos Aires. Ha integrado el Directorio de la Editorial Universitaria De Buenos Aires - EUDEBA (2008-2013)

## Publicaciones
- 2007	 Discusión: “Erosión en roca debida al impacto de un chorro de alta velocidad” - Journal of Hydraulic Research - Vol 45 N.º 6.

- 2004	En colaboración: “Urban drainage: System modelling for integrated catchment management”. Waste Water Planning Users Group - International Conference - London. U.K - septiembre.

- 1997	"Riprap damages at Casa de Piedra dam". En colaboración con J.F. Speziale - Nineteenth Congress on Large Dams - Florencia.

- 1996	"Acción del oleaje sobre el enrocado de protección de la presa de embalse Casa de Piedra". XVI Congreso Nacional del Agua.

- 1994	Discusión "Mechanics of jet Scour downstream of a headcut" Journal of Hydraulic Research - Vol 32 - N.º 6.

- "Una experiencia con aforadores de garganta cortada" (en colaboración). Revista del Centro de Ingenieros, Arquitectos y Agrimensores de Mendoza - abril, mayo, junio de 1994 - N.º 76. "La lluvia del 15 de marzo" - La Nación, 27-04-1994.

- 1993 Discusión: "Constatación de la profundidad máxima de erosión aguas abajo de aliviaderos en salto de esquí". R.A. Lopardo & E. Sly. Revista Latino Americana de Hidráulica - N.º 6 - junio de 1993.

- Discusión: "Fluctuating uplift and lining design in spillway stilling basins". Journal of Hydraulic Engineering - abril de 1993 - Proc. A.S.C.E. (enlace roto disponible en Internet Archive; véase el historial, la primera versión y la última).

- 1990	Espesor de losas en piletas de disipación de energía. Segundo Seminario Argentino de Grandes Presas. Buenos Aires.

- B-Jump in Sloping Channel. Discusión - Journal of Hydraulic Research - Vol. 28 - N.º 1.

- 1987	Discusión: "Free jet scour below dams and flip buckets". Journal of the Hydraulic Division. - septiembre de 1987 - Proc. A.S.C.E. (enlace roto disponible en Internet Archive; véase el historial, la primera versión y la última)..

- 1985	"Modelo Matemático para el estudio de erosiones del lecho y de la estabilidad de ataguías durante el desvío del río". XVI. Seminario Nacional de Grandes Presas. Belo Horizonte.

- 1982	"Análisis regional de parámetros fluviométricos en la cuenca del Amazonas". XV Seminario Nacional de Grandes Presas. Río de Janeiro.

- "El sistema de disipación de energía propuesto para la presa de Xingó". Simposio Internacional sobre Presas en valles estrechos. Río de Janeiro.

- 1981	"Teoría del trampolín submerso de lanzamiento simple". XIV Seminario Nacional de Grandes Presas. Recife.

- 1980	"Fórmulas para calcular el límite de erosión en lechos rocosos o granulares". XIII Seminario Nacional de Grandes Presas. Río de Janeiro.

- 1979	"El proyecto de disipadores de energía tipo trampolín submerso". Revista del Instituto de Ingeniería de San Pablo.

- 1971	"Modelo matemático para redes de riego y drenaje" (en colaboración). Jornadas Latinoamericanas de Computación, Buenos Aires.

- "A model for flood computations in the Paraná Delta" (en colaboración). XIV Congreso Internacional de la IAHR, París.

- 1970	"Estudio del comportamiento hidráulico de grandes cuencas mediante modelos matemáticos". Jornadas Panamericanas sobre Desarrollo de Cuencas Hidrográficas.

- "Compuerta vertedora de derivación automática de gasto líquido constante". III Congreso Latinoamericano de Hidráulica. Mereció voto de aplauso.

- 1966	"Diagrama Universal para el cálculo hidráulico directo de cañerías" (Extensión del diagrama de Powell). Supervisión del trabajo que mereciera recomendación de publicación por el I Congreso Interamericano de Hidráulica.

- 1964	"Aplicaciones del Teorema de Momentum a escurrimientos impermanentes" (en colaboración). Publicado en el Informe General por resolución del Seminario Internacional de Hidráulica y Mecánica de Fluidos.

- 1962	Aplicación del cálculo hidráulico directo en conductos a la elección de bombas". Seminario Internacional de Hidráulica y Mecánica de Fluidos. Chile.

- 1957	"Cálculo hidráulico directo de conductos". Revista Ciencia y Técnica N.º 634.

- "Ejercicios de algunos capítulos del Tomo II", Segunda Edición del Libro "Hidráulica" de los Ings. Balloffet, Gotelli y Meoli. Premio de la Comisión Nacional de Cultura.